# قلعه بختیار (تویسرکان)
قلعه بختیار (به لری: قِلا بختیار) روستایی از توابع بخش مرکزی شهرستان تویسرکان در استان همدان ایران است.

## جمعیت
این روستا در دهستان حیقوق نبی قرار دارد و بر اساس سرشماری مرکز آمار ایران در سال ۱۳۹۵، جمعیت آن ۲۶ نفر (۹ خانوار) بوده‌است. اصالت این مردم لر بختیاری است.